# Norops breedlovei
Norops breedlovei är en ödleart som beskrevs av  Smith och PAULSON 1968. Norops breedlovei ingår i släktet Norops och familjen Polychrotidae. IUCN kategoriserar arten globalt som starkt hotad. Inga underarter finns listade i Catalogue of Life.